# Ružići (Poreč)
Pour les articles homonymes, voir Ružići.
Ružići (en italien : Rusi) est une localité de Croatie située en Istrie, dans la municipalité de Poreč, dans le comitat d'Istrie. En 2001, la localité comptait 1 habitant.

## Démographie
| 1948 | 1953 | 1961 | 1971 | 1981 | 1991 | 2001 |
| ---- | ---- | ---- | ---- | ---- | ---- | ---- |
| 18   | 19   | 15   | 16   | 6    | 3    | 1    |